# Пуч-Кастельяр

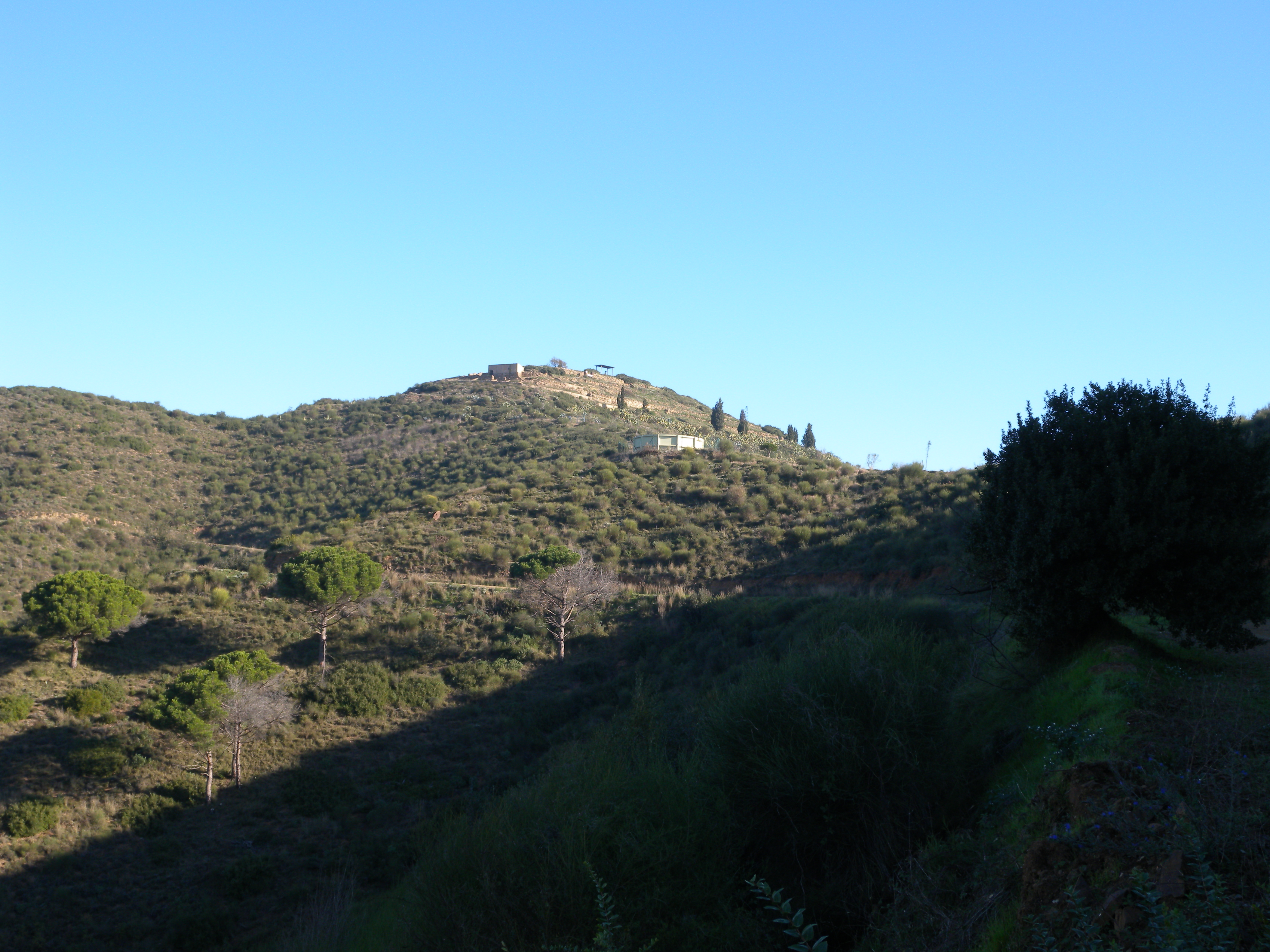
Пуч-Кастельяр, вид с северной стороны

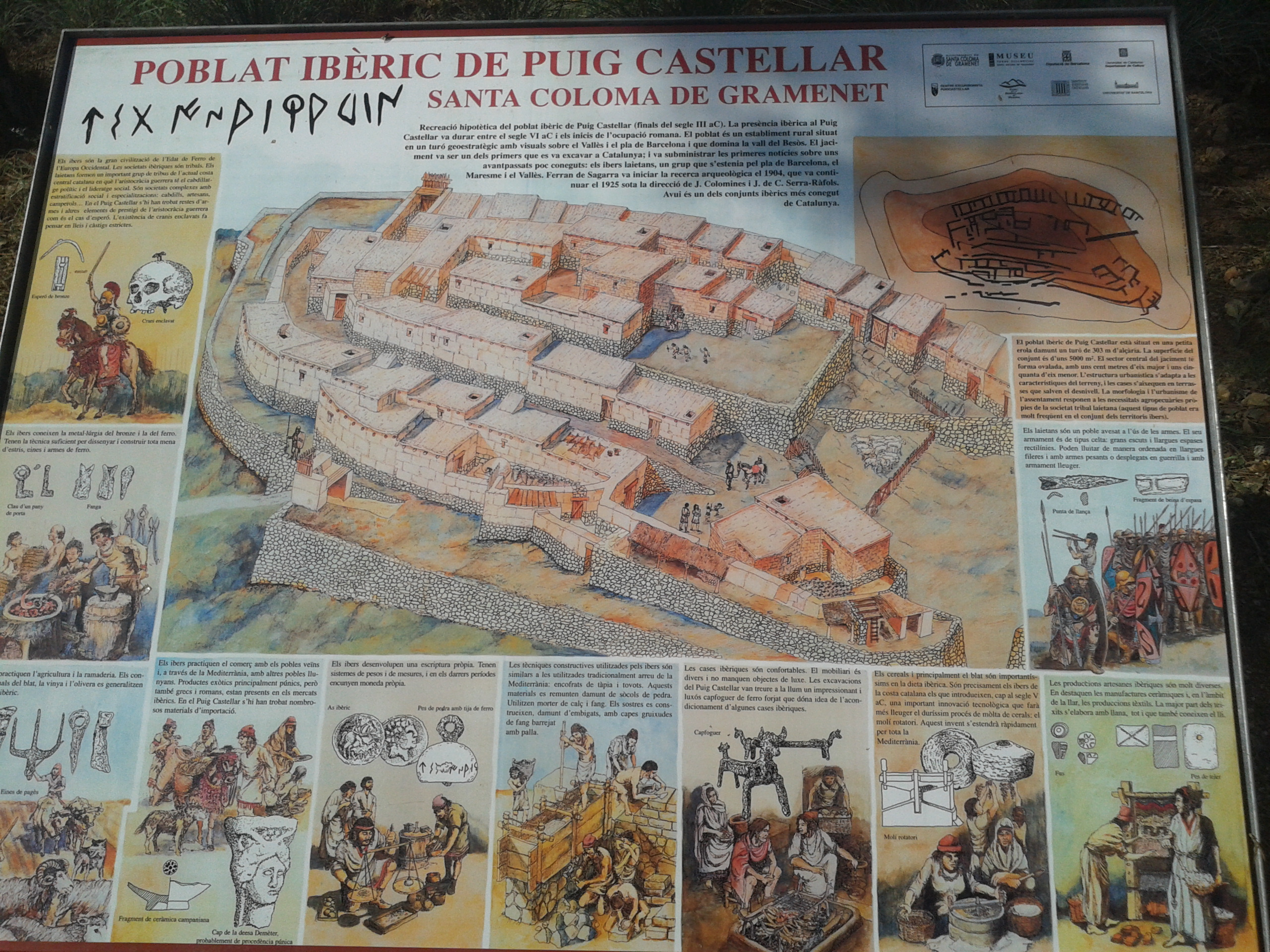
Чертеж поселка иберов Пуч-Кастельяр

Пуч-Кастельяр  — иберийское поселение, расположенное в Испании на вершине Туро-дель-Пойо (303 м), в Санта-Колома-де-Граменет, в провинции Барселона. Было построено лайетанскими племенами, эпоха расцвета которых пришлось на период с VI до III века до н. э.

## Структура
Поселение имеет эллиптическую форму и состоит из трёх продольных улиц с более чем тридцатью домами. Вероятно, что население Пуч-Кастельяра составляло около трёхсот человек. Обитатели поселения занимались сельским хозяйством, обрабатывали металлы и ткали.
Жилища были возведены на разной высоте. Предполагается, чем выше находится строение, тем более важное положение занимали его обитатели в иберийском племени.

## Открытие и раскопки
Пуч-Кастельяр был обнаружен в 1904—1905 годах Ферраном де Сагарра и де Сискаром, собственником этих земель. В 1917 году Ферран де Сагарра пожертвовал эти участки в Институт изучения Каталонии. Представители института с 1922 по 1925 год проводили раскопки северной части поселения.
В 1954 туристический центр организовал несколько раскопок в поселении; работы продлились до 1958 года. Во время этих раскопок были найдены три артефакта: железная подставка для дров в камине, терракотовая головка финикийской богини плодородия Танит и пригвождённый череп. Возможно, этот череп отражает кельтскую традицию сохранять головы побеждённых врагов. Эти находки хранятся в Музее археологии Барселоны и в Музее Торре-Бальдовина.
Вход на территорию поселения бесплатный.